# هیلتی
هیلتی نام شرکتی است که به توسعه، تولید و تجارت محصولاتی می‌پردازد که در صنایع ساخت و ساز و ساختمان کاربرد دارند و برای کاربران حرفه‌ای در نظر گرفته شده‌اند. تمرکز اصلی آن بر روی دریل‌های چکشی، سیستم‌های جلوگیری از گسترش حریق(Fires top Systems), اتصالات بتن سخت شده (Post Installed Anchors), اتصال تک ضرب بر روی بتن و فلز با استفاده از دستگاه‌های میخکوب (Direct Fastening Systems) و سامانه‌های نصب تأسیساتی به‌وسیلهٔ حمایتگرهای فولادی Installation Systems) می‌باشد. هیلتی نام خانوادگی بنیانگذار این شرکت و یک نشان تجاری ثبت‌شده متعلق به واحدهای مختلف شرکت هیلتی است.
شایان ذکر است شرکت هیلتی مانند تمامی برندهای مطرح اروپایی و آمریکایی هیچگونه نمایندگی در ایران ندارد ، محصولات آکبند یا دست دوم، تعمیرات یا گارانتی این شرکت توسط خرده فروشی های غیرمرتبط ارائه میگردد و از طرف شرکت هیلتی کاملا رد میگردد ، تمام مدارک موجود از نمایندگی های هیلتی ساختگی یا بااستعلام بدون اعتبار است 
- Wikipedia contributors, "Hilti," Wikipedia, The Free Encyclopedia, http://en.wikipedia.org/w/index.php?title=Hilti&oldid=509604110 (accessed August 30, 2012).